# Unterhaltungsmathematik
Unter Unterhaltungsmathematik versteht man die Beschäftigung mit mathematischen Fragestellungen, welche vorrangig unter dem Aspekt des Zeitvertreibs betrieben wird. Dazu zählen auch Denksportaufgaben, mathematische Rätsel und humorvolle Glossen, die oft aktuelle Themen der Mathematik auf unterhaltsame Art vorstellen. Beispiele hierfür sind die Mathematischen Unterhaltungen im Wissenschaftsmagazin Spektrum der Wissenschaft und die Logelei von Zweistein in der Wochenzeitung Die Zeit.

## Typische Themen
Typische Themen der Unterhaltungsmathematik sind:
- Geometrische Puzzles und Konstruktionen (zum Beispiel Tangram, Pentaminos, der Turm von Hanoi oder Rubiks Würfel)
- Logik-Denksportaufgaben und Paradoxa
- Zahlentheoretische und kombinatorische Spielereien (zum Beispiel magische Quadrate, Sudoku)
- Mathematische Spiele wie Schachprobleme, Solitär oder das Nim-Spiel
- Zahlenraten (Anwendung zum Dualsystem)

## Scheinbare Rechenregeln
Ein umfangreicher weiterer Themenkomplex sind scheinbare Rechenregeln mit nicht-allgemeingültigen Besonderheiten, die von Rechengesetzen abweichen.

### Ziffernumkehr beim Quadrieren
Bei einigen Quadratzahlen lässt sich die Ziffernfolge in der Basis und im Ergebnis umkehren:
{\displaystyle 102^{2}=10404}; {\displaystyle 201^{2}=40401}
{\displaystyle 103^{2}=10609}; {\displaystyle 301^{2}=90601}
{\displaystyle 112^{2}=12544}; {\displaystyle 211^{2}=44521}
{\displaystyle 113^{2}=12769}; {\displaystyle 311^{2}=96721}
{\displaystyle 122^{2}=14884}; {\displaystyle 221^{2}=48841}

### Scheinbares Kürzen von Ziffern
Es gibt Brüche, die nach „Kürzen von Ziffern“ im Zähler und Nenner dieselbe Bruchzahl wie nach dem regelkonformen Kürzen ergeben:
{\displaystyle {\frac {16}{64}}={\frac {1}{4}}}
{\displaystyle {\frac {19}{95}}={\frac {1}{5}}}
{\displaystyle {\frac {26}{65}}={\frac {2}{5}}}
{\displaystyle {\frac {49}{98}}={\frac {1}{2}}}

### Wurzelziehen bei gemischten Brüchen
Bei einigen gemischten Brüchen ist die Wurzel aus dem gemischten Bruch gleich dem Produkt aus dem ganzzahligen Anteil mit der Wurzel aus dem verbleibenden Anteil des echten Bruchs:
{\displaystyle {\sqrt {2{\frac {2}{3}}}}=2{\sqrt {\frac {2}{3}}}}
{\displaystyle {\sqrt {3{\frac {3}{8}}}}=3{\sqrt {\frac {3}{8}}}}
{\displaystyle {\sqrt {4{\frac {4}{15}}}}=4{\sqrt {\frac {4}{15}}}}
{\displaystyle {\sqrt {5{\frac {5}{24}}}}=5{\sqrt {\frac {5}{24}}}}
{\displaystyle {\sqrt[{3\,}]{2{\frac {2}{7}}}}=2{\sqrt[{3,}]{\frac {2}{7}}}}
{\displaystyle {\sqrt[{3\,}]{3{\frac {3}{26}}}}=3{\sqrt[{3,}]{\frac {3}{26}}}}
{\displaystyle {\sqrt[{3\,}]{4{\frac {4}{63}}}}=4{\sqrt[{3,}]{\frac {4}{63}}}}
{\displaystyle {\sqrt[{4\,}]{2{\frac {2}{15}}}}=2{\sqrt[{4,}]{\frac {2}{15}}}}
{\displaystyle {\sqrt[{5\,}]{2{\frac {2}{31}}}}=2{\sqrt[{5,}]{\frac {2}{31}}}}

### Vertauschung von Basis und Exponent beim Potenzieren
Es gibt Potenzen, deren Wert nach Vertauschung von Basis und Exponent unverändert bleibt:
{\displaystyle 2^{4}=4^{2}}
{\displaystyle \left({\frac {9}{4}}\right)^{\frac {27}{8}}=\left({\frac {27}{8}}\right)^{\frac {9}{4}}}

### Ziffernzyklen in Faktoren und Produkten
In den folgenden Gleichungen geht jeweils das Produkt aus dem ersten Faktor durch zyklische Vertauschung hervor:
{\displaystyle 142857\cdot 2=285714}
{\displaystyle 142857\cdot 3=428571}
{\displaystyle 142857\cdot 4=571428}
{\displaystyle 142857\cdot 5=714285}
{\displaystyle 142857\cdot 6=857142}

## Autoren
Bekannte Autoren der Unterhaltungsmathematik sind:
- Claude Bachet (1581–1638)
- Jean Leurechon (1591–1670)
- Jacques Ozanam (1640–1718)
- Sam Loyd (1841–1911)
- Édouard Lucas (1842–1891)
- Walter William Rouse Ball (1850–1925), Verfasser der Mathematical recreations and essays 1892
- Henry Dudeney (1857–1930)
- Wilhelm Ahrens (1872–1927), Verfasser der Mathematischen Unterhaltungen und Spiele, 1910
- Walther Lietzmann (1880–1959)
- Maurice Kraitchik (1882–1957)
- Hugo Steinhaus (1887–1972)[2]
- Malba Tahan (1895–1974)
- Boris Anastasjewitsch Kordemski (1907–1999)
- Martin Gardner (1914–2010), viele Jahre lang Autor der Kolumne Mathematical Games im Scientific American
- Raymond Smullyan (1919–2017), Autor mehrerer unterhaltsamer Rätselbücher zur Logik
- Ross Honsberger (1929–2016)
- John Horton Conway (1937–2020)
- Douglas R. Hofstadter (* 1945), gestaltete die Kolumne Metamagical Themas im Scientific American als Nachfolger von Gardner, auch als Buch erschienen
- Ian Stewart (* 1945), einer der Nachfolger von Gardner bei Scientific American
- Julian Havil (* 1952)
- Clifford A. Pickover (* 1957)
- Ilan Vardi (* 1957)[3]

In Deutschland stammen Kolumnen zur Unterhaltungsmathematik u. a. von
- Gero von Randow (* 1953), Redakteur bei der Wochenzeitung Die Zeit (wie sein Vater Thomas von Randow, „Zweistein“)
- Heinrich Hemme (* 1955), Verfasser u. a. von Cogito in der Zeitschrift Bild der Wissenschaft
- Christoph Pöppe, Wissenschaftsjournalist bei Spektrum der Wissenschaft